# 2А24
У-8ТС (первоначальный заводской индекс — Д-54, индекс ГАУ — 52-ПТ-413, индекс поздней стабилизированной версии — 2А24) — советская опытная 100-мм нарезная танковая пушка. Разработана в Свердловском ОКБ-9. Серийно не производилась.

## История создания
Разработка пушки Д-54 была начата 12 сентября 1952 года согласно постановлению Совета Министров СССР № 4169-1631. Пушка должна была стать ответом на 105-мм английскую танковую пушку L7 и заменить 100-мм танковую пушку Д-10Т. Работы велись ОКБ-9 Свердловского Артиллерийского завода № 9 под руководством Ф. Ф. Петрова. Для разработки и испытаний боеприпасов в 1953 году была изготовлена баллистическая установка орудия. К марту 1954 года был изготовлен опытный образец Д-54, а в июне 1954 года был завершён этап технического проекта, в ходе которого была разработана пушка Д-54 с использованием стабилизатора «Радуга». Опытный образец пушки Д-54 был установлен в опытный средний танк «Объект 141». Испытания пушки проходили в составе танка и продолжались до 1955 года. По результатам испытаний, стабилизатор «Радуга» на вооружение принят не был.
После устранения замечаний, полученных на испытаниях первого образца Д-54, к 30 июня 1955 года Завод № 9 изготовил второй опытный образец. Взамен «Радуги» был разработан и изготовлен стабилизатор «Молния», после чего пушке было присвоено заводское обозначение Д-54ТС. К сентябрю 1955 года для Завода № 183 были изготовлены три образца Д-54ТС для установки в опытный средний танк «Объект 140».
В 1958 году ещё три пушки Д-54ТС были изготовлены и установлены в опытные образцы среднего танка «Объект 165». В феврале 1960 года были окончены повторные полигонно-войсковые испытания. В ходе испытаний пушка была модернизирована. Изменениям подверглась крутизна нарезов ствола, увеличена прочность, а также установлен новый стабилизатор вооружения «Комета». пушка получила заводское обозначение У-8ТС.
К концу 1950-х гг. возможности увеличения бронепробиваемости вращающихся подкалиберных снарядов были исчерпаны, и в СССР вовсю шли работы по гладкоствольной артиллерии. Частью этих работ был и гладкоствольный вариант Д-54, получивший заводской индекс У-5: в результате отказа от нарезов удалось увеличить калибр до 115 мм (его вариант У-5Б был испытан в 1959 году на танке «Объект 141», но военных тогда не устроила кучность стрельбы).
12 августа 1961 года пушка У-8ТС была принята на вооружение в составе среднего танка «Объект 165» одновременно со своим доработанным гладкоствольным «потомком» У-5ТС. Танку было присвоено обозначение Т-62А, нарезному орудию — индекс ГРАУ 2А24, а гладкоствольному — 2А20. Однако серийное производство танка Т-62А, в отличие от аналогичного Т-62 с 2А20, так и не началось. Причиной стало решение Министерства обороны о необходимости сокращения номенклатуры используемых боеприпасов. Кроме того, в качестве контраргумента использовалось наличие у 2А24 (в отличие от 2А20) дульного тормоза, который снижал меткость огня, а также при выстреле в снежных и песчаных условиях поднимал облако пыли или снега, которое демаскировало танк и ослепляло его смотровые приборы. 29 июня 1962 года было выпущено постановление Совета Министров СССР № 652—268, которое предписывало свернуть все работы над пушкой 2А24 «в связи с разработкой более перспективных образцов».

## Боеприпасы и баллистика
Известно, что пушка Д-54 использовала патрон 53-УБР-413Д с бронебойно-трассирующим снарядом 53-БР-413Д и патрон 53-УОФ-413 с осколочно-фугасным снарядом 53-ОФ-413, а пушка Д-54ТС — бронебойно-трассирующий снаряд 3БР2, бронебойный кумулятивный 3БК1, БОПС с неизвестным индексом и осколочно-фугасный снаряд 3ОФ12 (со взрывателем В-429). Поскольку баллистика у модификаций не отличается, можно предположить, что боеприпасы были взаимозамениямы (возможно даже, что у одних и тех же боеприпасов было два индекса).
| Таблица ТТХ боеприпасов, используемых для стрельбы из пушки 2А24 |                   |              |                  |                                 |                        |
| Тип снаряда                                                      | Масса снаряда, кг | Масса ВВ, кг | Масса заряда, кг | Начальная скорость снаряда, м/с | Бронепробиваемость, мм |
| Бронебойный подкалиберный                                        | 6,5               | —            | 8,3              | 1535                            | 310                    |
| Кумулятивный                                                     | н/д               | н/д          | н/д              | 1000                            | 400                    |
| Осколочно-фугасный                                               | 15,88             | 1,46         | н/д              | 900                             | —                      |

| Таблица бронепробиваемости бронебойным подкалиберным снарядом для Д-54ТС |      |      |      |
| Угол наклона, градусов \ Расстояние, м | 1000 | 2000 | 3000 |
| 0 | 310  | 290  | 270  |
| 30 | 300  | 280  | 260  |
| 60 | 122  | 108  | 93   |
| Данные по советской методике измерения бронепробиваемости. Следует иметь в виду, что в разное время и в разных странах использовались различные методики определения бронепробиваемости. Как следствие, прямое сравнение с аналогичными данными других орудий часто оказывается невозможным либо некорректным. |      |      |      |

## Модификации
- Д-54 — базовый вариант с одноплоскостным стабилизатором «Радуга». Устанавливался в опытный средний танк Объект 141
- Д-54ТС — вариант с двухплоскостным стабилизатором «Молния». Устанавливался в опытные средние танки Объект 139, Объект 140 и Объект 430. (На втором образце Объект 140, а также на опытном танке Объект 142, пушка снабжалась двухплоскостным стабилизатором «Вьюга»)
- У-8ТС — вариант с двухплоскостным стабилизатором «Комета». Устанавливался в опытном среднем танке Объект 165
- Д-60 — буксируемая противотанковая пушка с той же баллистикой на лафете кругового вращения, общем с гаубицей Д-30